# Selopuro (Batuwarno)
Selopuro is een bestuurslaag in het regentschap Wonogiri van de provincie Midden-Java, Indonesië. Selopuro telt 1480 inwoners (volkstelling 2010).